# Nebojša Radmanović
Nebojša Radmanović (in serbo Небојша Радмановић; Gračanica, 1º ottobre 1949) è un politico bosniaco di etnia serba.

## Biografia
Frequentò le scuole a Banja Luka, prima di iniziare a frequentare la Facoltà di Filosofia all'Università di Belgrado. Venne eletto il 1º ottobre 2006 come membro serbo alla Presidenza tripartita della Bosnia ed Erzegovina, carica che assunse il 6 novembre 2006, insieme agli altri due membri eletti: Haris Silajdžić e Željko Komšić, e venne riconfermato alle elezioni politiche del 2010. È membro dell'Alleanza dei Socialdemocratici Indipendenti.